# 王国之心 记忆旋律
《王国之心 记忆旋律》是由Square Enix和indieszero开发，并由Square Enix发行的节奏动作游戏，于2020年登陆任天堂Switch、PlayStation 4和Xbox One平台。Windows版于2021年推出。本作为王國之心系列第十四部作品，重述了该系列迄今为止的故事情节，同时背景设定在《王國之心III》的可下载内容「Re Mind」的剧情之后。
王国之心系列总监野村哲也曾于2020年1月暗示了系列下一款游戏的存在。本作于2020年6月正式公布，并于当年11月在全球发行。